# Paul Graham
Pour les articles homonymes, voir Paul Graham (homonymie).
Paul Graham, né le 13 novembre 1964 à Weymouth, en Angleterre, est un programmeur, investisseur en capital risque et essayiste britannique. Il est l'auteur de On Lisp (1993), ANSI Common Lisp (1995) et Hackers & Painters (2004).

## Biographie

### Parcours académique
Graham et sa famille déménagent du Royaume-Uni à Pittsburgh, la deuxième ville la plus peuplée en Pennsylvanie, aux États-Unis en 1968, où il fréquente la Gateway High School. Graham s'intéresse aux sciences et aux mathématiques grâce à son père, physicien nucléaire.
Il est licencié en philosophie de l'université Cornell en 1986. et détenteur d'un master en 1988 et d'un doctorat en informatique en 1990 de l'université Harvard. Il étudie aussi la peinture à la Rhode Island School of Design et à l'Académie des beaux-arts de Florence. Il travaille comme consultant pour le département de l'Énergie des États-Unis.
En 1995, Graham et Robert Morris fondent Viaweb (en), le premier fournisseur de service d'application. Viaweb, écrit en grande partie en Common Lisp, permet aux utilisateurs de créer leur site marchand. Viaweb a été vendu à Yahoo! pendant l'été 1998 pour 455 000 actions Yahoo!, évaluées à 49,6 millions de dollars. Chez Yahoo!, Viaweb est devenu Yahoo! Store. 
Depuis, Graham a écrit des essais, publiés sur son site web. Ils vont de Beating the Averages (Battre les moyennes), dans lequel il compare Lisp à d'autres langages de programmation, à Why Nerds are Unpopular, une discussion sur la vie des nerds au lycée. Un recueil de ses essais a été publié sous le titre Hackers and Painters.
En 2008, Graham épouse Jessica Livingston,. Il a deux enfants et vit à Londres depuis 2016,.

## Y Combinator
En 2005, après une conférence à la Harvard Computer Society, publiée plus tard sous le nom How to Start a Startup (Comment démarrer une startup), Graham lance Y Combinator avec Trevor Blackwell (en), Jessica Livingston et Robert Morris pour fournir un premier financement aux startups, surtout celles démarrées par des gens jeunes et spécialisés dans les domaines techniques.

## Arc
Arc est un langage de programmation informatique conçu par Paul Graham. Il s'agit d'un dialecte de Lisp conçu selon Graham pour de bons programmeurs, par opposition aux langages « pour les masses » tels que Java par exemple, utilisable par des développeurs moyens au prix de lourdeurs pour les programmeurs les plus efficaces. Arc est conçu pour faciliter le prototypage rapide et le développement d'applications web.
Graham travaille sur Arc dès l'automne 2001, dans l'intention de réaliser un nouveau dialecte de Lisp, discuté en particulier dans son essai The Hundred-Year Language. Pendant son travail sur Arc, il développe un client de messagerie et comprend qu'il a besoin d'un bon filtre anti-spam. Il développe alors une méthode de classification naïve bayésienne simplifiée, qu'il décrit dans A Plan for Spam.

## Publications

Hiérarchie du désaccord de Graham, basée sur son essai Comment ne pas être d'accord, paru en 2008.

- (en) On Lisp, 1993.
- (en) ANSI Common Lisp, 1995.
- (en) Hackers & Painters, 2004.
- (en) How to disagree, 2008.